# The Chechako
The Chechako er en amerikansk stumfilm fra 1914 af Hobart Bosworth.

## Medvirkende
- Jack Conway som Smoke Bellew
- Myrtle Stedman som Joy Gastell
- Joe Ray som Shorty
- Gordon Sackville som Olof